# Bad Schallerbach
Bad Schallerbach Ausztriában, az Innbach völgyében, széles, napos völgykatlanban fekvő népszerű fürdőhely.

## Fekvése
Tengerszint feletti magassága 308 méter. Bad Schallerbach Pollham, Sankt Marienkirchen an der Polsenz, Wallern an der Trattnach, Pichl bei Wels és Schlüßlberg településekkel határos.

## Népesség
Lakosainak száma 4169 fő (2018. január 1.).

## Története
A település egyike Ausztria újabb fürdőinek, a 481 méter mélységből feltörő 37 fokos kénes vize gyógyhatású.
Nevét az oklevelek 1190-ben említették először Scalbach néven. Eredetileg Bajorország keleti részéhez tartozott, az Osztrák Hercegséghez 1490-től tartozik. A napóleoni háborúk alatt többször elfoglalták a helyet. 1918-tól Felső-Ausztriához tartozik.

## Nevezetességek
- Gyógyfürdője

## Galéria

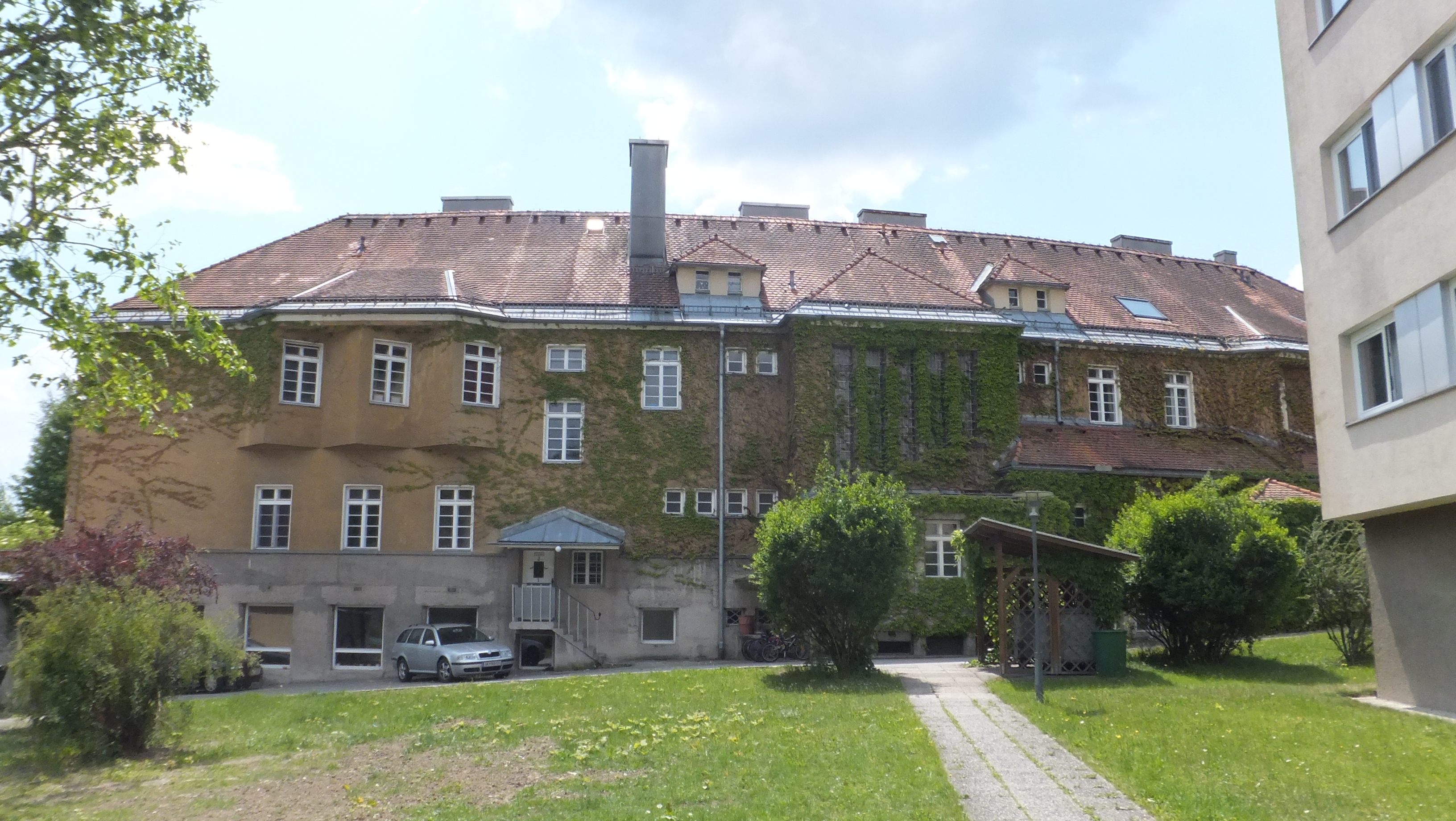
Kurhauses Bad Schallerbach
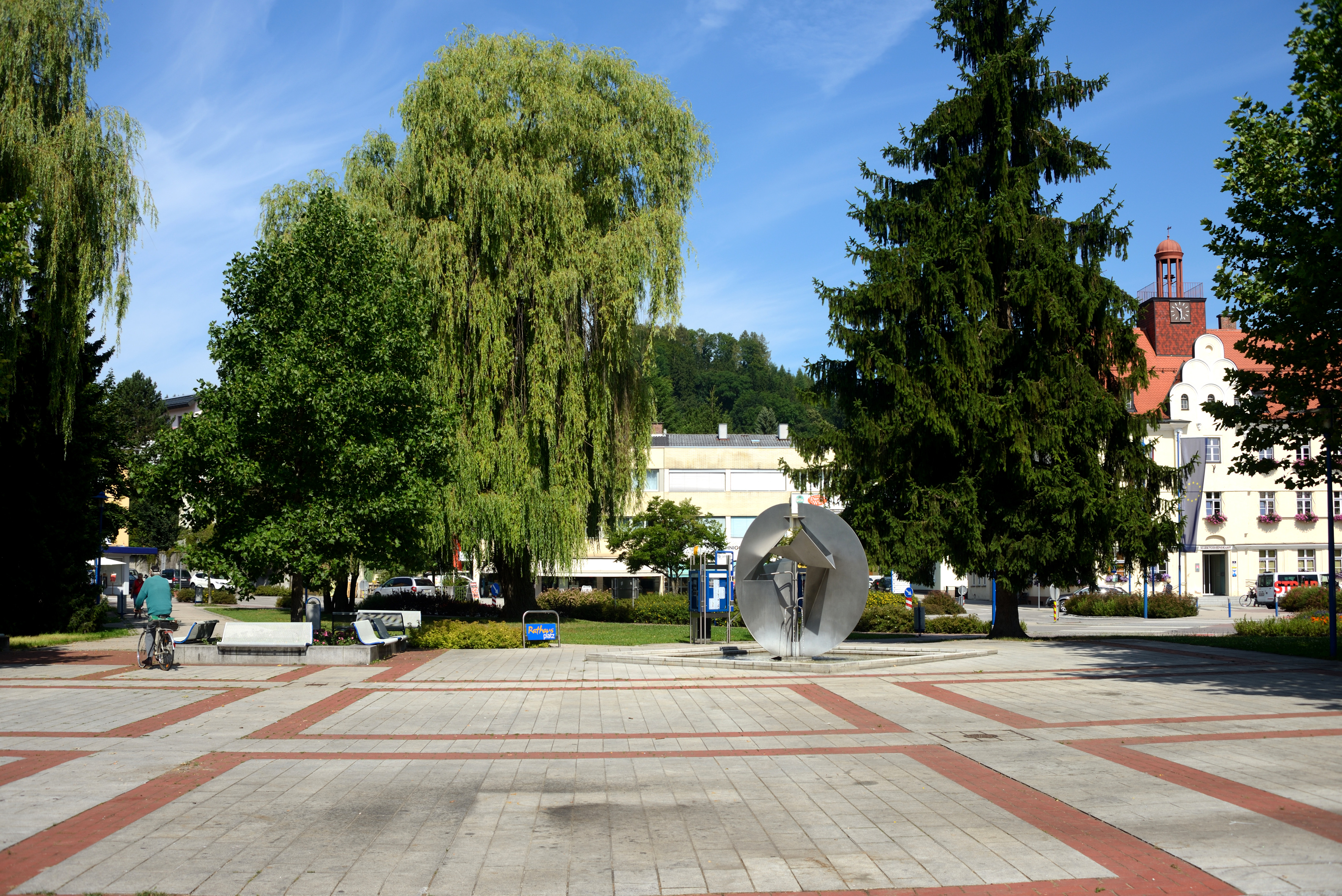
Rathausplatz Park
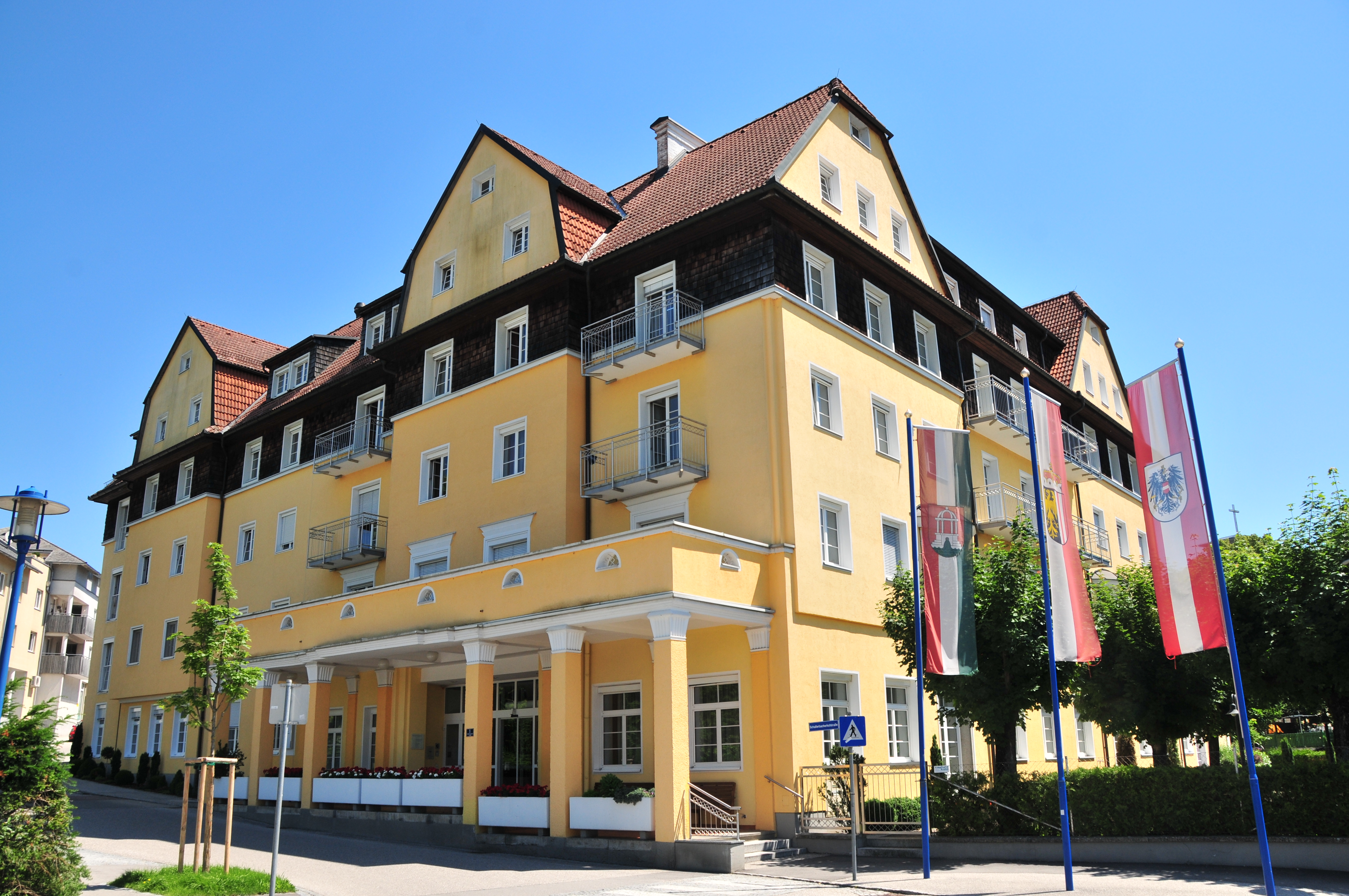
Kuranstalt
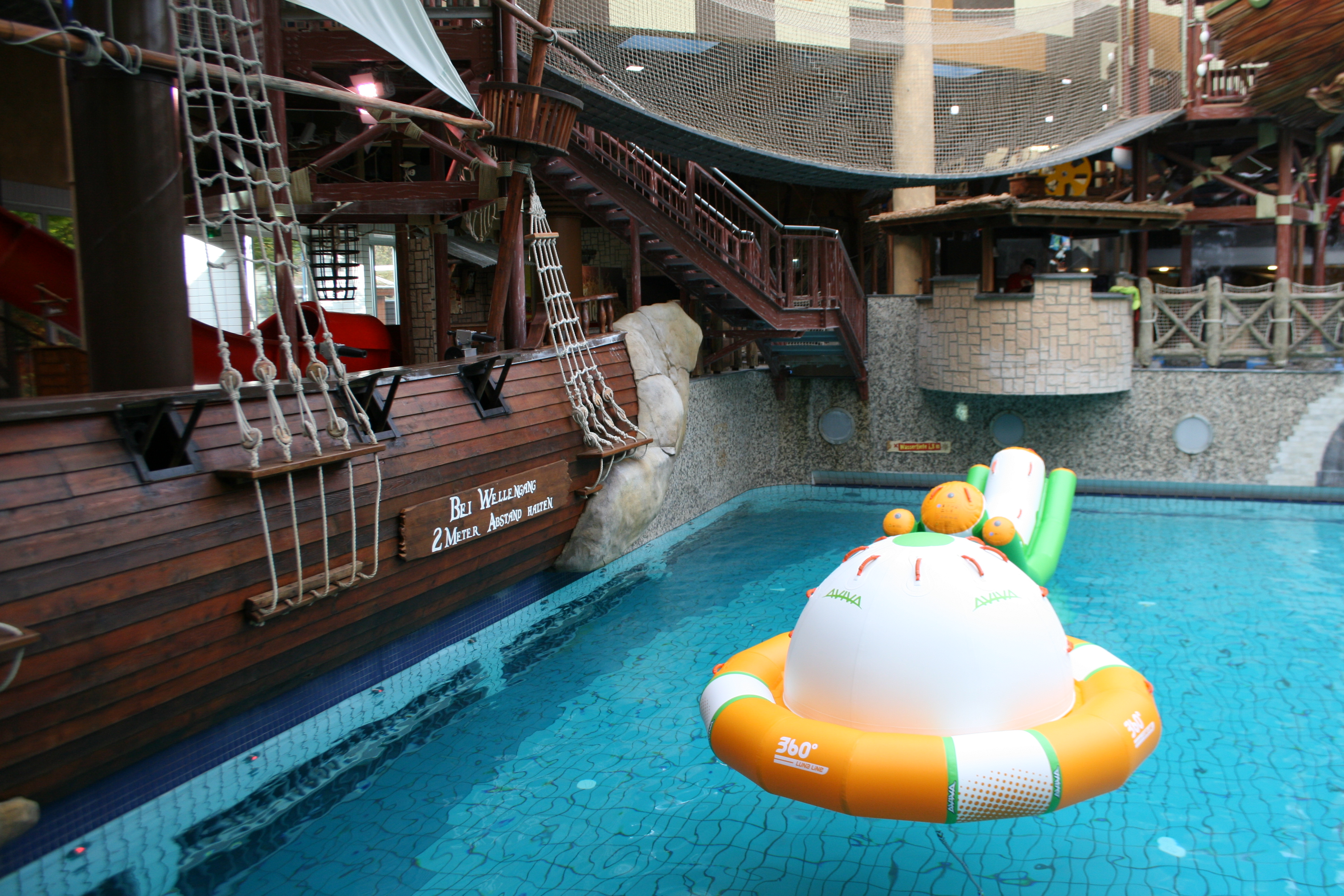
Piratenbucht-Aquapulco
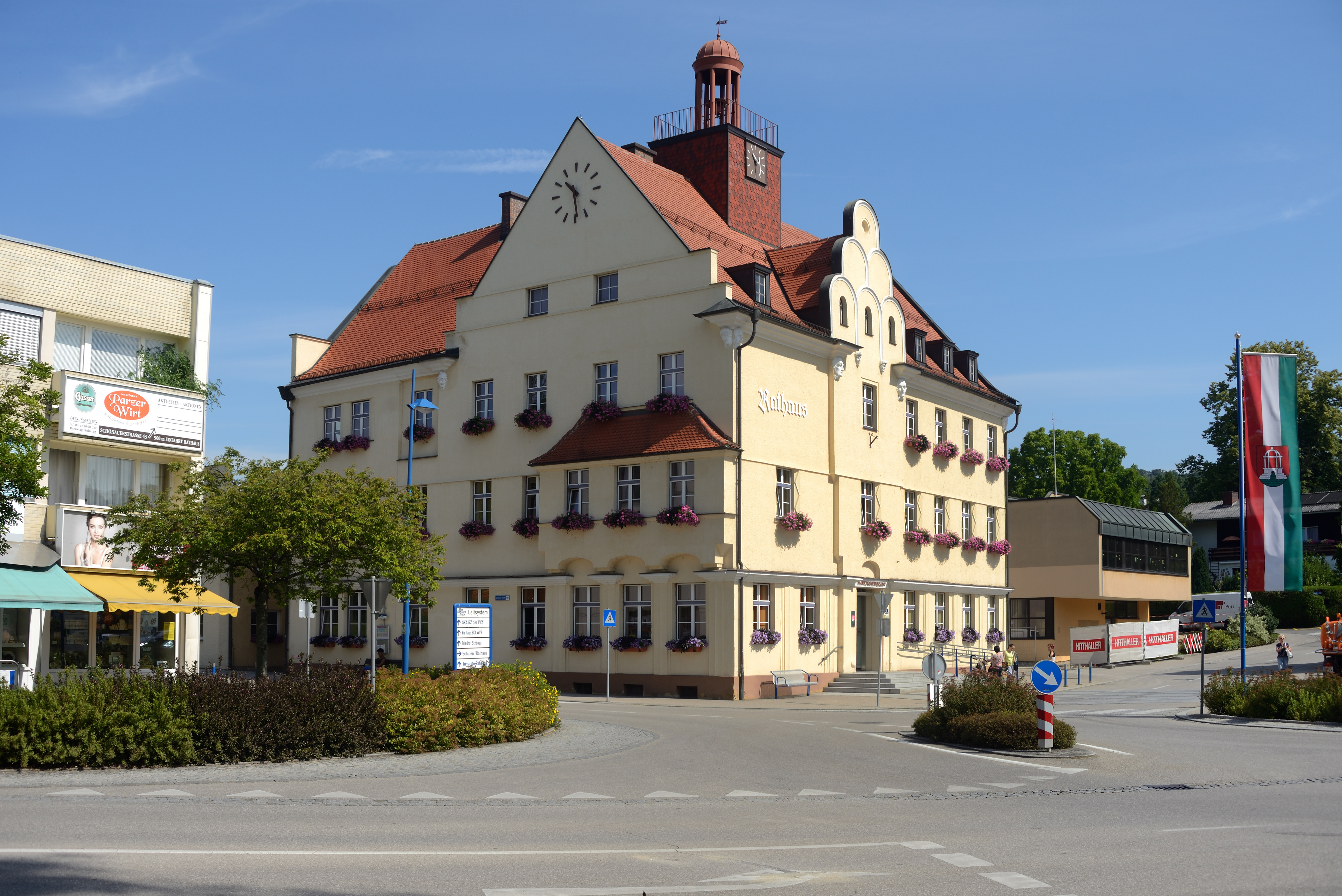
Rathaus
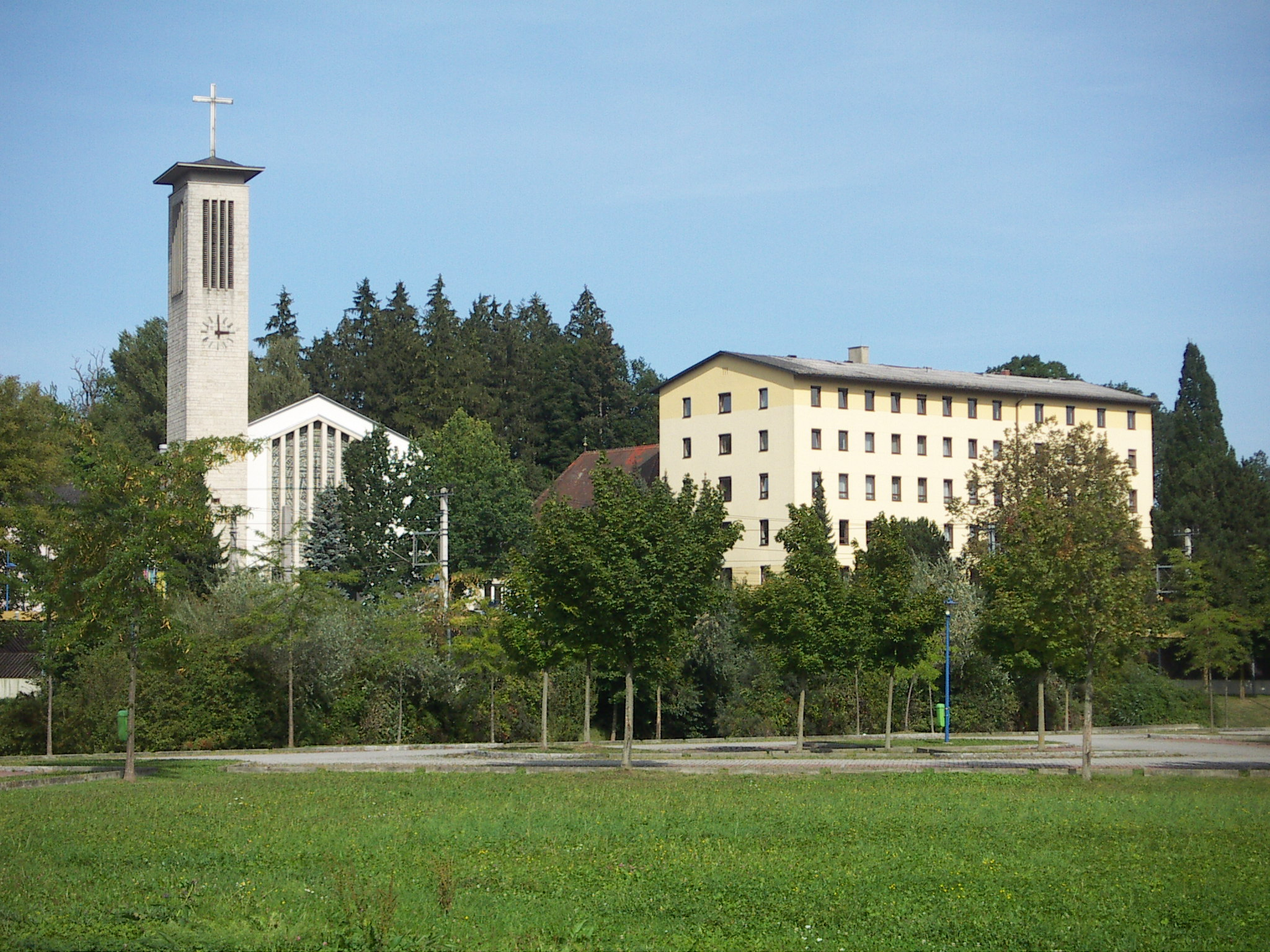
Pfarrkirche
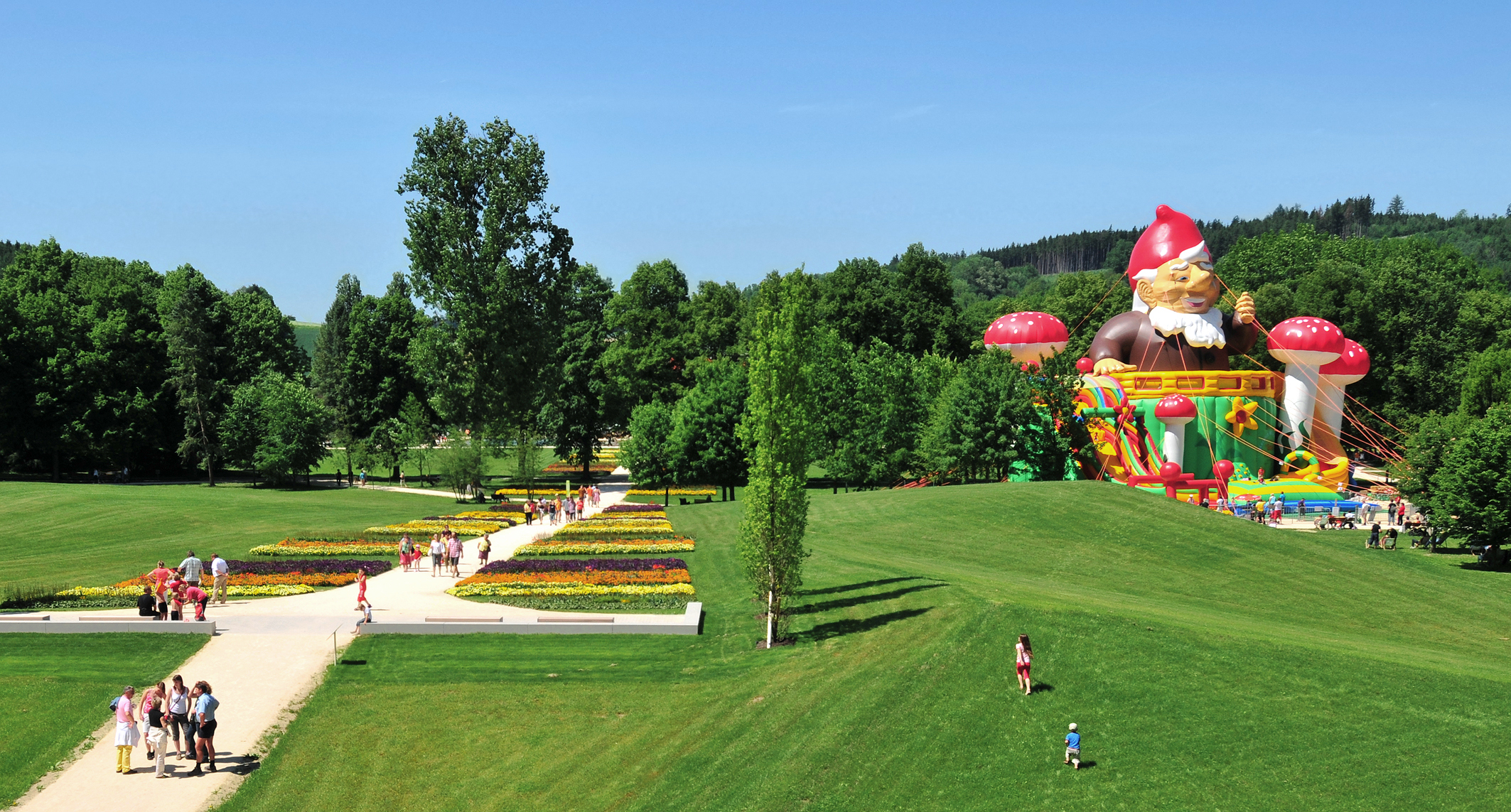
Botanikuskert